# Demétrio Progoni
Demétrio Progoni foi o último príncipe da Albânia da Dinastia Progon. Reinou entre 1208 e 1216. Foi antecedido no trono por Gjin Progoni e foi sucedido no trono pelo primeiro rei da Albânia da Casa de Anjou na pessoa de Carlos I de Nápoles.